# Leptotila
Leptotila és un gènere d'ocells de la família dels colúmbids (Columbidae), coneguts com a coloms feréstecs.

## Taxonomia
El gènere Leptotila va ser introduït pel naturalista anglès William Swainson el 1837 amb el colom feréstec de Jamaica (Leptotila jamaicensis) com a espècie tipus. El nom del gènere combina el grec antic «leptos» que significa “delicat” o “esvelt” amb «ptilon» que significa “ploma”.
Segons la Classificació del Congrés Ornitològic Internacional (versió 14.2, 2024) aquest gènere està format per 11 espècies:
- colom feréstec de Panamà (Leptotila battyi).
- colom feréstec pitgrís (Leptotila cassinii).
- colom feréstec de Tolima (Leptotila conoveri).
- colom feréstec de Jamaica (Leptotila jamaicensis).
- colom feréstec groc (Leptotila megalura).
- colom feréstec de coure (Leptotila ochraceiventris).
- colom feréstec pàl·lid (Leptotila pallida).
- colom feréstec capgrís (Leptotila plumbeiceps).
- colom feréstec frontgrís (Leptotila rufaxilla).
- colom feréstec de Verreaux (Leptotila verreauxi).
- colom feréstec de l'illa de Grenada (Leptotila wellsi).

|  | Leptotila – 11 espècies                 |
|  |                                         |
|  | Leptotrygon – Colom guatlla de Veraguas |
|  |                                         |

|  | Zenaida – 7 espècies   |
|  |                        |
|  | Zentrygon – 8 espècies |
|  |                        |

|  | Leptotila – 11 espècies                 |
|  |                                         |
|  | Leptotrygon – Colom guatlla de Veraguas |
|  |                                         |

|  | Zenaida – 7 espècies   |
|  |                        |
|  | Zentrygon – 8 espècies |
|  |                        |

|  | Leptotila – 11 espècies                 |
|  |                                         |
|  | Leptotrygon – Colom guatlla de Veraguas |
|  |                                         |

|  | Zenaida – 7 espècies   |
|  |                        |
|  | Zentrygon – 8 espècies |
|  |                        |

|  | Leptotila – 11 espècies                 |
|  |                                         |
|  | Leptotrygon – Colom guatlla de Veraguas |
|  |                                         |

|  | Zenaida – 7 espècies   |
|  |                        |
|  | Zentrygon – 8 espècies |
|  |                        |

|  | Leptotila – 11 espècies                 |
|  |                                         |
|  | Leptotrygon – Colom guatlla de Veraguas |
|  |                                         |

|  | Zenaida – 7 espècies   |
|  |                        |
|  | Zentrygon – 8 espècies |
|  |                        |

|  | Leptotila – 11 espècies                 |
|  |                                         |
|  | Leptotrygon – Colom guatlla de Veraguas |
|  |                                         |

|  | Zenaida – 7 espècies   |
|  |                        |
|  | Zentrygon – 8 espècies |
|  |                        |

|  | Leptotila – 11 espècies                 |
|  |                                         |
|  | Leptotrygon – Colom guatlla de Veraguas |
|  |                                         |

|  | Zenaida – 7 espècies   |
|  |                        |
|  | Zentrygon – 8 espècies |
|  |                        |

|  | Leptotila – 11 espècies                 |
|  |                                         |
|  | Leptotrygon – Colom guatlla de Veraguas |
|  |                                         |

|  | Zenaida – 7 espècies   |
|  |                        |
|  | Zentrygon – 8 espècies |
|  |                        |